# المبرهنة الأساسية في الجبر
المبرهنة الأساسية في الجبر (بالإنجليزية: Fundamental theorem of algebra)‏ هي مبرهنة رياضية تنص على أن كل حدودية من الدرجة الأولى فما فوق (أي أنها ليست دالة ثابتة) ذات متغير واحد، بمعاملات من فئة الأعداد المركبة {\displaystyle \mathbb {C} }؛ لها على الأقل جذر واحد في {\displaystyle \mathbb {C} }. بصيغة أخرى مجموعة الأعداد المركبة {\displaystyle \mathbb {C} } هي مغلقة جبريا.
قد تعرف هذه المبرهنة باسم نظرية دالمبير-غاوس، نسبة إلى عالما الرياضيات الفرنسي جان لو رون دالمبير والألماني كارل فريدريش غاوس.

## التاريخ

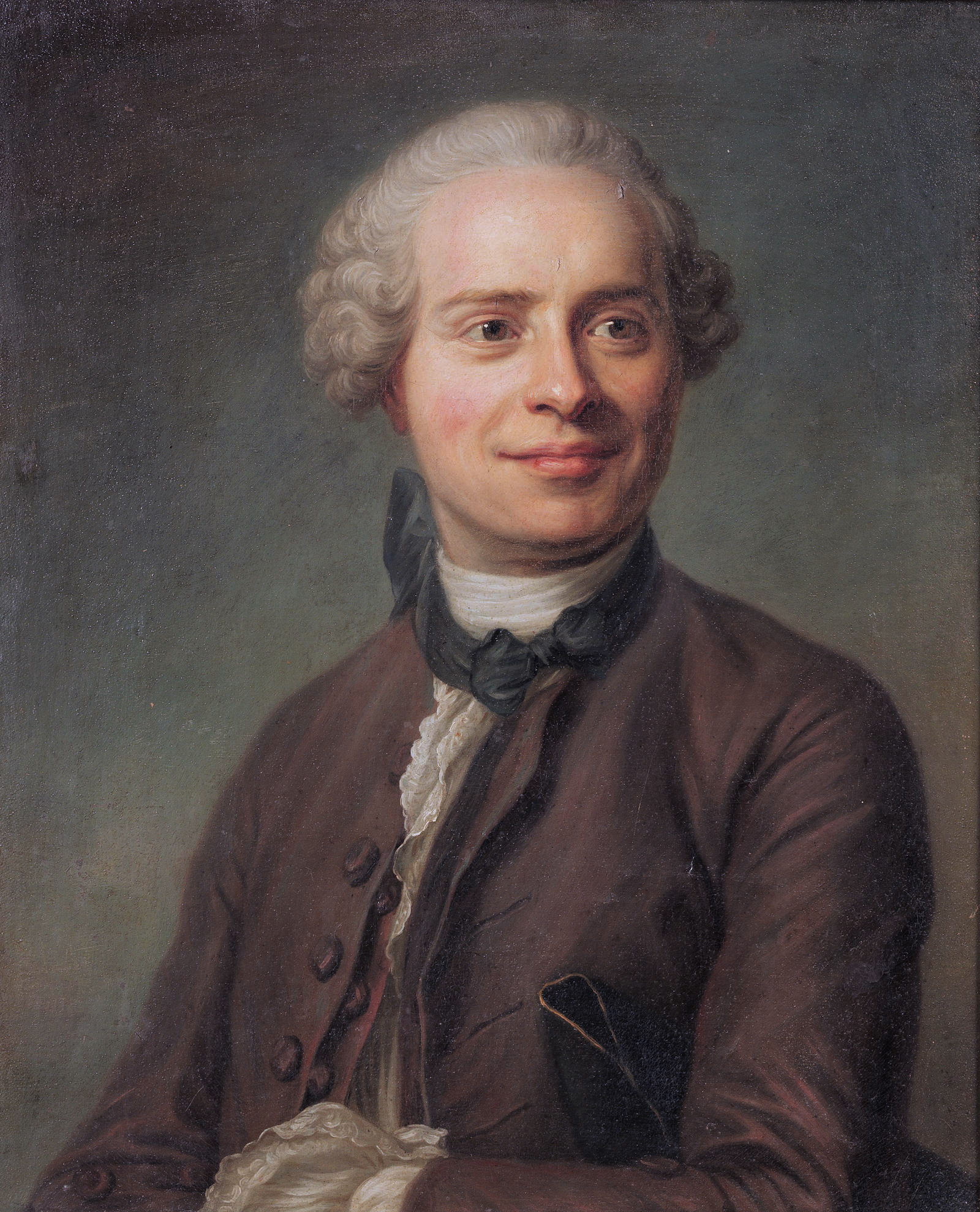
جان لو رون دالمبير هو أول من أحس بضرورة البرهان على المبرهنة الأساسية في الجبر. برهن عليها هو، ولكن برهانه احتوى على ضُعف، لم يزل من على البرهان إلا خلال القرن التاسع عشر.

نشر عالم الرياضيات الفرنسي ألبرت جيرارد كتابا في هذا المجال عام 1629، عنوانه الاختراع الجديد في الجبر. زعم ألبرت جيرارد في هذا الكتاب أن متعددة حدود من الدرجة n عدد أصفارها يساوي حتما n.
يستنتج من المبرهنة الأساسية في الجبر أن كل حدودية ذات معاملات حقيقية يمكن أن تكتب جداءا لحدوديات بمعاملات حقيقية ذات الدرجة الأولى أو الدرجة الثانية.
في عام 1702، زعم لايبنتس أن حدودية على شكل x4 + a4 حيث a عدد حقيقي مختلف عن الصفر، لا يمكن أن تكتب على هذا الشكل. فيما بعد، زعم نيكولاس بيرنولي الأول نفس الشيء بالنسبة إلى الحدودية x4 − 4x3 + 2x2 + 4x + 4. ولكنه تلقى رسالة من أويلر عام 1742، مبينة أن حدودية بيرنولي تساوي ما يلي
{\displaystyle \left(x^{2}-(2+\alpha )x+1+{\sqrt {7}}+\alpha \right)\left(x^{2}-(2-\alpha )x+1+{\sqrt {7}}-\alpha \right),}
حيث {\displaystyle \alpha ={\sqrt {4+2{\sqrt {7}}}}.}.
كتب أويلر أيضا في رسالته ما يلي
{\displaystyle x^{4}+a^{4}=\left(x^{2}+a{\sqrt {2}}\cdot x+a^{2}\right)\left(x^{2}-a{\sqrt {2}}\cdot x+a^{2}\right).} لاغيا بذلك قول لايبنتس.
لتبسيط صيغة حلول المعادلات من الدرجة الثالثة أو الرابعة، اخترعت الأعداد المركبة. وتبين هذه المبرهنة أن هذه الأعداد كافية لوصف حلول باقي المعادلات الجبرية.
انظر إلى مبرهنة بويزو وإلى ألكسندر أوستروفسكي.

## البراهين
كل البراهين المقدمة أسفله تعتمد على التحليل أو على الأقل على المفهوم الطوبولوجي لاستمرار الدوال الحقيقية أو العقدية.

### البرهان باستعمال التحليل العقدي
انظر إلى مبرهنة روشي.

### البرهان باستعمال الجبر
انظر إلى مبرهنة القيمة الوسطية.
- كل حدودية درجتها فردية ومعاملاتها أعداد حقيقية، تملك على الأقل صفرا واحدا حقيقيا.
- كل عدد حقيقي غير منعدم موجب يمل جذرا مربعا.

## وصلات خارجية
- المبرهنة الأساسية في الجبر